# John Archibald
John Archibald (Edimburgo, 14 de noviembre de 1990) es un deportista británico que compite en ciclismo en las modalidades de ruta y pista. Ganó una medalla de bronce en el Campeonato Mundial de Ciclismo en Ruta de 2019, en la contrarreloj por relevos mixtos.

## Medallero internacional
| Campeonato Mundial | Campeonato Mundial      | Campeonato Mundial | Campeonato Mundial              |
| Año                | Lugar                   | Medalla            | Competición                     |
| ------------------ | ----------------------- | ------------------ | ------------------------------- |
| 2019               | Yorkshire (Reino Unido) | Medalla de bronce  | Contrarreloj por relevos mixtos |

## Palmarés
2019
- 2.º en el Campeonato del Reino Unido Contrarreloj
- 3.º en el Campeonato del Reino Unido en Ruta